# OPS-12
OPS-12は、日本電気（NEC）製の3次元レーダー（フェーズドアレイレーダー）。海上自衛隊のしらね型護衛艦（50/51DDH）において、艦載対空捜索レーダーとして搭載された。

## 来歴
海上自衛隊では、初のミサイル護衛艦である「あまつかぜ」（35DDG）に搭載されたAN/SPS-39より3次元レーダーの運用を開始した。しかし一方で、はるな型護衛艦（43/45DDH）では2次元レーダーしか搭載されていなかった。このことから、はるな型の拡大改良型としてのヘリコプター護衛艦（DDH）向けの国産3次元レーダーとして開発されたのが本機種である。なお本機種の開発に当たっては、AN/SPS-39の開発元であり、自動警戒管制組織（BADGE）で日本電気とも密接な関係があったヒューズ社に技術料が支払われていたとも言われている。

## 設計
本機は、航空自衛隊向けのJ/TPS-100で開発された技術を利用して製作された。俯仰角方向は電子的に、旋回角方向は機械的に走査されるが、この電子的なビーム走査の方式としては、AN/SPS-39では周波数走査（frequency scanning, FRESCAN）方式を用いていたのに対し、本機では位相走査（phase scanning）方式を採用し、パッシブ・フェーズドアレイ・アンテナとなった。このアンテナは18度傾けて設置されており、下部には敵味方識別装置（IFF）のアンテナが設けられている。
レーダー送信管は水冷式で、高出力電子管による3段直列増幅方式が採用されており、AN/SPS-39とは比べ物にならないほどの大出力であった。このため、港内あるいは陸地に近いところではフルパワーでの送信が禁じられていたが、本機種の送信管では、最終段を送信しなくても2段目までの出力で運用できるように工夫されており、港内で送信しなければならない場合などに活用された。ただしあまりの大出力のために、メインローブだけでなくサイドローブによる信号も表示されてしまい、公試中に大島が2つ現れる事象が発生したことがあり、サイドローブによる受信信号を抑制する対策が行われた。なお信号処理部にはAN/UYK-20電子計算機が用いられており、パルス圧縮の技術も導入された。

## 運用史
性能面では、たちかぜ型護衛艦で搭載されたAN/SPS-52Bと同等であったことから、同型3番艦「さわかぜ」（53DDG）では本機の搭載も検討され、予算要求されて執行計画も作成された。しかしターター・システムとの連接条件が不明な点があるなどの理由で、結局は断念され、同艦およびはたかぜ型護衛艦（56/58DDG）ではFMS調達したAN/SPS-52Cが搭載された。これにより、本機の搭載はしらね型護衛艦（50/51DDH）の2隻のみとなっており、その生産終了の背景にはヒューズ社からの圧力があったとも言われている。
その後1990年（平成2年）に就役した「はまぎり」（60DD）より、汎用護衛艦（DD）向けの国産艦載3次元レーダーとして、アクティブ・フェーズドアレイ・アンテナを用いた三菱電機製のOPS-24が就役を開始した。